# Estanislao Medina Huesca
Estanislao Medina Huesca (ur. 1990) – pisarz z Gwinei Równikowej.

## Życiorys
Urodził się w Malabo, w rodzinie posługującej się na co dzień annobońskim kreolem. Wykształcenie podstawowe i średnie uzyskał w różnych placówkach edukacyjnych w Gwinei. Wyjechał następnie do Hiszpanii. Studiował w madryckim Centro de Enseñanza Superior Don Bosco.  
Aktywność literacka Mediny Hueski koncentruje się na prozie. Nagradzany za swoje krótkie formy prozatorskie, w tym  za El agua lleva el cambio (2008), Tierra prometida (2017) czy John Fucken (2018). Opublikował również powieści, Barlock: Los hijos del gran búho oraz El albino Micó (2019). W swoim pisarstwie umiejętnie wykorzystuje ojczysty język kreolski, przeplatając nim oryginalny, hiszpański tekst swoich utworów. W wywiadach zwraca uwagę na konieczność podjęcia działań na rzecz zwiększenia szeroko pojętej kultury książki w Gwinei, także poprzez włączenie klasyków rodzimej literatury do programu szkolnego. 
Ceniony za sprawność narracyjną, bogatą wyobraźnię, umiejętność do oddania szczegółów i celną, często humorystyczną nutkę krytyczną. Zauważa się w jego stylu wpływy Maximiliana Nkogo Esono oraz Juana Tomása Ávili Laurela. Uznawany za jednego z przedstawicieli najmłodszej generacji literatury gwinejskiej, został uwzględniony w Nuevas voces de la literatura de Guinea Ecuatorial. Antología (2008-2018) opracowanej przez Juana Riochí Siafę.